# Nittorps landskommun
Nittorps landskommun var en tidigare kommun i dåvarande Älvsborgs län.

## Administrativ historik
Kommunen inrättades i Nittorps socken i Kinds härad i Västergötland när 1862 års kommunalförordningar trädde i kraft.
Vid Kommunreformen 1952 uppgick kommunen i Dalstorps landskommun som 1974 uppgick  i Tranemo kommun.

## Politik

### Mandatfördelning i Nittorps landskommun 1938-1946
| 3 | 9 | 3 | 5 |

| 19 |

| 3 | 10 | 3 | 4 |

| 19 |

| 2 | 11 | 3 | 4 |

| 19 |